# Thorvald Otterstrom
Thorvald Otterstrom, també Otterstrøm (Copenhaguen, 17 de juliol de 1868 - Chicago (Estats Units) 16 d'agost de 1942) fou un compositor danès nacionalitzat nord-americà.
Estudià a Sant Petersburg i el 1892 es traslladà a Chicago.
És autor d'un quintet per a piano i instruments de corda, 24 preludis i fugues, sis estudis de concert per a piano, melodies vocals, etc.